# Australian Open 1971
De 59e editie van het Australische grandslamtoernooi, het Australian Open 1971, werd gehouden van 8 tot en met 14 maart 1971. Voor de vrouwen was het de 45e editie. Het werd voor de laatste keer in het White City Stadium te Sydney gespeeld.

## Belangrijkste uitslagen
Mannenenkelspel

Finale: Ken Rosewall (Australië) won van Arthur Ashe (VS) met 6–1, 7–5, 6–3
Vrouwenenkelspel

Finale: Margaret Court (Australië) won van Evonne Goolagong (Australië) met 2–6, 7–6, 7–5
Mannendubbelspel

Finale: John Newcombe (Australië) en Tony Roche (Australië) wonnen van Tom Okker (Nederland) en Marty Riessen (VS) met 6–2, 7–6
Vrouwendubbelspel

Finale: Evonne Goolagong (Australië) en Margaret Court (Australië) wonnen van Jill Emmerson (Australië) en Lesley Hunt (Australië) met 6–0, 6–0
Gemengd dubbelspel

niet gespeeld tussen 1970 en 1986
Meisjesenkelspel

Winnares: Patricia Coleman (Australië)
Meisjesdubbelspel

Winnaressen: Patricia Edwards (Australië) en Janine Whyte  (Australië)
Jongensenkelspel

Winnaar: Cliff Letcher (Australië)
Jongensdubbelspel

Winnaars: John Marks (Australië) en Michael Phillips (Australië)
1905 · 1906 · 1907 · 1908 · 1909 · 1910 · 1911 · 1912 · 1913 · 1914 · 1915 · 1916–1918 · 1919 · 1920 · 1921 · 1922 · 1923 · 1924 · 1925 · 1926 · 1927 · 1928 · 1929 · 1930 · 1931 · 1932 · 1933 · 1934 · 1935 · 1936 · 1937 · 1938 · 1939 · 1940 · 1941–1945 · 1946 · 1947 · 1948 · 1949 · 1950 · 1951 · 1952 · 1953 · 1954 · 1955 · 1956 · 1957 · 1958 · 1959 · 1960 · 1961 · 1962 · 1963 · 1964 · 1965 · 1966 · 1967 · 1968
↓ open tijdperk ↓
1969 (m-v-md-vd-gd) · 1970 (m-v-md-vd) · 1971 (m-v-md-vd) · 1972 (m-v-md-vd) · 1973 (m-v-md-vd) · 1974 (m-v-md-vd) · 1975 (m-v-md-vd) · 1976 (m-v-md-vd) · jan 1977 (m-v-md-vd) · dec 1977 (m-v-md-vd) · 1978 (m-v-md-vd) · 1979 (m-v-md-vd) · 1980 (m-v-md-vd) · 1981 (m-v-md-vd) · 1982 (m-v-md-vd) · 1983 (m-v-md-vd) · 1984 (m-v-md-vd) · 1985 (m-v-md-vd) · 1986 · 1987 (m-v-md-vd-gd) · 1988 (m-v-md-vd-gd) · 1989 (m-v-md-vd-gd) · 1990 (m-v-md-vd-gd) · 1991 (m-v-md-vd-gd) · 1992 (m-v-md-vd-gd) · 1993 (m-v-md-vd-gd) · 1994 (m-v-md-vd-gd) · 1995 (m-v-md-vd-gd) · 1996 (m-v-md-vd-gd) · 1997 (m-v-md-vd-gd) · 1998 (m-v-md-vd-gd) · 1999 (m-v-md-vd-gd) · 2000 (m-v-md-vd-gd) · 2001 (m-v-md-vd-gd) · 2002 (m-v-md-vd-gd) · 2003 (m-v-md-vd-gd) · 2004 (m-v-md-vd-gd) · 2005 (m-v-md-vd-gd) · 2006 (m-v-md-vd-gd) · 2007 (m-v-md-vd-gd) · 2008 (m-v-md-vd-gd) · 2009 (m-v-md-vd-gd) · 2010 (m-v-md-vd-gd) · 2011 (m-v-md-vd-gd) · 2012 (m-v-md-vd-gd) · 2013 (m-v-md-vd-gd) · 2014 (m-v-md-vd-gd) · 2015 (m-v-md-vd-gd) · 2016 (m-v-md-vd-gd) · 2017 (m-v-md-vd-gd) · 2018 (m-v-md-vd-gd) · 2019 (m-v-md-vd-gd)  · 2020 (m-v-md-vd-gd) · 2021 (m-v-md-vd-gd) · 2022 (m-v-md-vd-gd) · 2023 (m-v-md-vd-gd) · 2024 (m-v-md-vd-gd) · 2025 (m-v-md-vd-gd)
Lijst van Australian Openwinnaars